# سیارک ۲۳۷۳۴
سیارک ۲۳۷۳۴ (به انگلیسی: 23734 Kimgyehyun، نامگذاری:1998HK124) بیست و سه هزار و هفتصد و سی و چهارمین سیارک کشف شده‌است که در ۲۳ آوریل ۱۹۹۸ کشف شد.
قدر مطلق سیارک برابر ۱۶.۲ است.